# Caio Lecânio Basso (cônsul em 64)
Caio Lecânio Basso (em latim: Gaius Laecanius Bassus) foi um senador romano eleito cônsul em 64 com Marco Licínio Crasso Frúgio. Originário de Pola, na Ístria, sua família era proprietária de importantes fábricas de cerâmica. Era filho de Caio Lecânio Basso, cônsul sufecto em 40. 

## Carreira e família
Leal a Vespasiano durante o ano dos quatro imperadores, foi recompensado com o proconsulado da Ásia entre 78 e 79. Morreu logo depois. Como não teve filhos, adotou Caio Lecânio Basso Cecina Peto, que foi cônsul sufecto em 70, filho biológico de Aulo Cecina Peto, cônsul sufecto em 37, e Caio Lecânio Basso Pácio Peligno.